# Larry Sanger

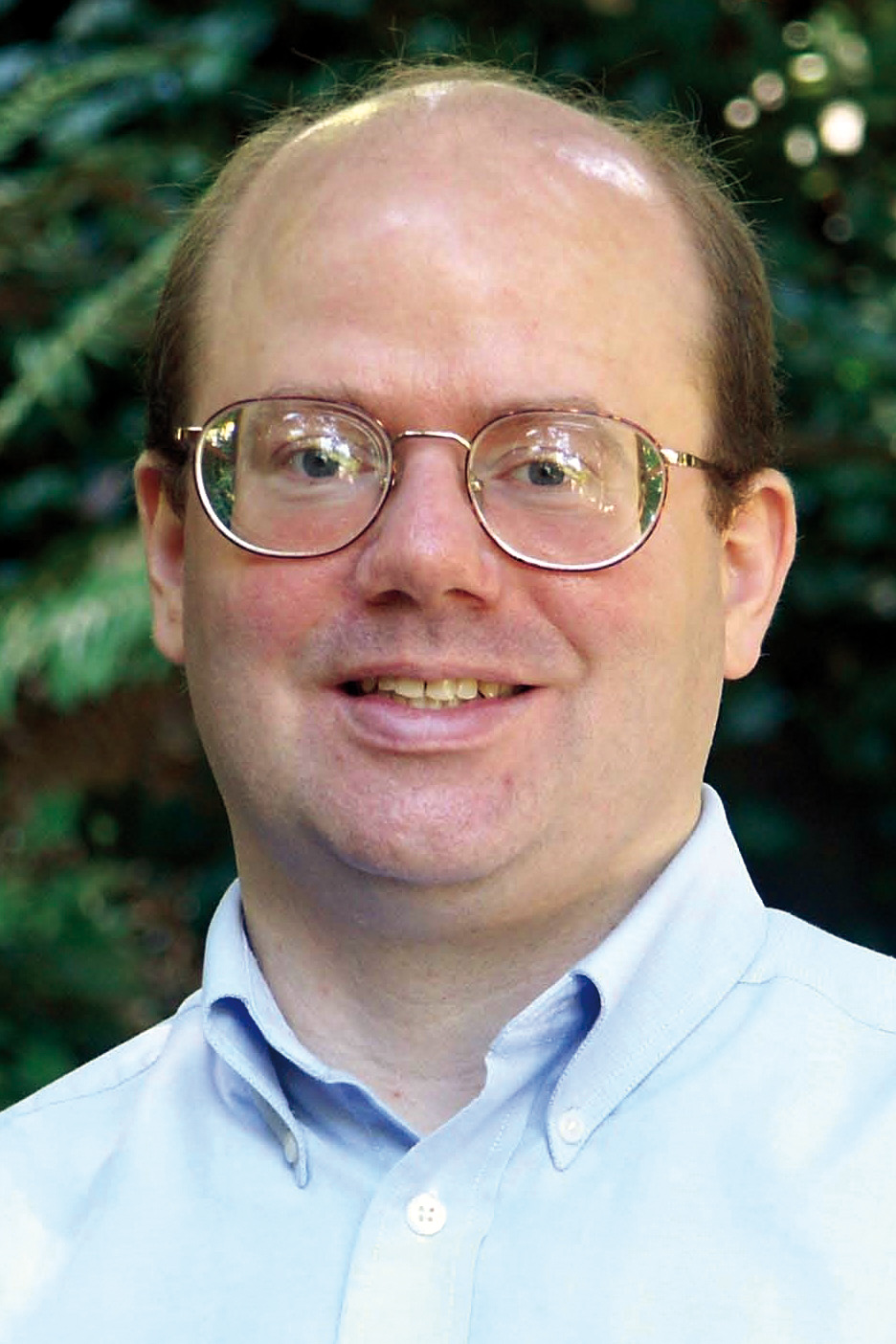
Larry Sanger (2006)

Lawrence Mark „Larry“ Sanger (* 16. Juli 1968 in Bellevue, Washington) ist ein US-amerikanischer Internet-Projektentwickler. Er wurde von Jimmy Wales von März 2000 bis Februar 2002 als Chefredakteur des Enzyklopädie-Projekts Nupedia angestellt und in dieser Position im Januar 2001 Mitbegründer der freien Online-Enzyklopädie Wikipedia, deren Entwicklung er als Cheforganisator und einziger bezahlter Bearbeiter bis März 2002 maßgeblich beeinflusste.
Auf Sanger gehen viele der ursprünglichen, noch immer geltenden Prinzipien der Wikipedia wie das der Neutralität zurück. Seit seinem Abschied hat er sich jedoch zunehmend von Wikipedia distanziert, da er der Ansicht ist, dass Fachexperten in der Enzyklopädie eine größere Rolle spielen sollten, um die Qualität und Verlässlichkeit zu steigern und ihre Reputation zu verbessern.

## Leben und Werk
Larry Sanger wuchs in Anchorage in Alaska auf. Er erhielt 1991 einen Bachelor of Arts (B.A.) im Fach Philosophie vom Reed College und im Jahr 2000 den Doctor of Philosophy (Ph.D.) von der Ohio State University.

### Nupedia
Nupedia hatte ein aufwändiges Peer-Review-Verfahren, das einen hohen Qualitätsstandard der Artikel sicherstellen sollte. Dies führte dazu, dass sich die Nupedia nur sehr langsam entwickelte. Als das Projekt im September 2003 eingestellt wurde, waren lediglich 27 Artikel fertiggestellt, 74 weitere waren in Arbeit.

### Wikipedia

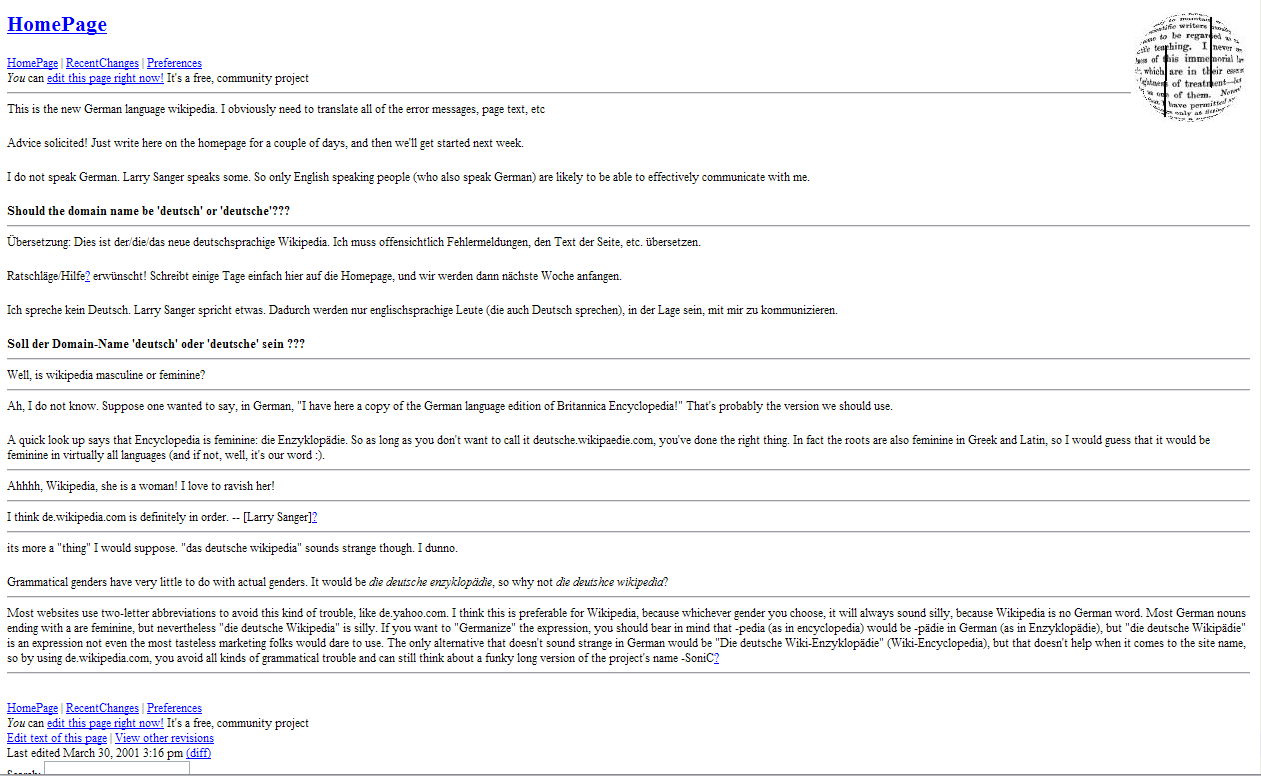
Hinweis Larry Sangers bei der Bestimmung der richtigen Domain für die deutschsprachige Wikipedia am 30. März 2001

Angeregt von Ward Cunninghams WikiWikiWeb, beschlossen Sanger und Wales, das Nupedia-Projekt durch das Wiki-Prinzip zu erweitern. Am 15. Januar 2001 wurde das Nebenprojekt Wikipedia gestartet.
Sanger arbeitete hauptberuflich an beiden Projekten weiter, bis ihm Jimmy Wales’ Internetfirma Bomis im Februar 2002 kein Gehalt mehr zahlte. Sanger setzte seine Tätigkeit als freiwilliger Mitarbeiter der Wikipedia fort. Zudem begann er als Philosophie-Dozent an der Ohio State University zu arbeiten.
Im Dezember 2004 regte er in einem Artikel auf der Website kuro5hin an, dass die Wikipedia die Arbeit und die Meinungen von Fachleuten höher gewichten sollte als die von Laien.
Später kam es zu schweren Differenzen zwischen Sanger und Wales, da beide die Urheberschaft an Wikipedia beanspruchen. Sanger beansprucht, die zündende Idee für die Umsetzung gehabt zu haben. Er führte später sein Motiv zum Aufbau eines Online-Lexikons in Konkurrenz zu Wikipedia zurück auf Streitigkeiten mit dem anderen Wikipedia-Begründer Wales um Prioritäten und Ausrichtung der Internet-Enzyklopädie. Ende 2001 protestierten Benutzer gegen das Löschen von vandalisierten Inhalten durch Sanger in der frühen Wikipedia. Daraufhin rechtfertigte er sich mit dem Essay Is Wikipedia an Experiment in Anarchy? und legte darin seine Vorstellung von einem Lexikon dar: Er plädierte für weitaus mehr Kontrolle und Hierarchie bei der Organisation einer Enzyklopädie als Wales.
Am 1. Dezember 2001 legte ihm Bomis als damalige Betreiberfirma von Wikipedia nahe, das Projekt zu verlassen. Seit Februar 2002 zahlte ihm Bomis kein Gehalt mehr. Sanger kündigte am 1. März 2002 als Chefredakteur (editor-in-chief) von Nupedia und als chief organizer der damals noch neuen Wikipedia.
Seitdem ließ Sanger das Ziel einer hochqualitativen Internet-Enzyklopädie nicht mehr aus den Augen. Für den Unternehmer Joe Firmage war er ab Herbst 2005 Angestellter der Digital Universe Foundation und erarbeitete mit Digital Universe eine erste Wikipedia-Alternative bzw. einen Fork.
2010 zeigte Sanger die Wikimedia-Foundation wegen Verbreitung von Kinderpornographie auf Wikimedia Commons beim FBI an. Konkret nannte er die Commons-Kategorien Pedophilia und deren Unterkategorie Lolicon Lolicon als Beispiele für Darstellungen, die in den USA illegal seien. Der von ihm zitierte § 1466A verbiete auch die zeichnerische Darstellung von Kinderpornographie, wie im Manga-/Anime-Genre Lolicon. Namentlich griff Sanger in seiner Anzeige den Deputy Director der Wikimedia-Foundation Erik Möller an. Wikimedia-Justitiar Mike Godwin wies die Vorwürfe in einer Diskussion mit Sanger zurück.

### Citizendium
Am 15. September 2006 machte Sanger auf der Wizards-of-OS-Konferenz in Berlin die offizielle Ankündigung zum Projektstart für Citizendium als einem weiteren Fork der Wikipedia. Citizendium (Abkürzung von: The citizens’ compendium, d. h. Kompendium für Bürger) ist eine MediaWiki-basierte Webpräsenz zur Erarbeitung eines englischsprachigen Nachschlagewerkes. Im Unterschied zu Wikipedia erlaubt Citizendium keine anonymen Beiträge, die Qualität sollen Fachlektoren (editors) gewährleisten. Dadurch soll Citizendium zu einer „besseren Wikipedia“ werden. Citizendium stellt wie Wikipedia auch freie Informationen ins Netz.
Nach einer Pilotphase, in der das Wiki nur angemeldeten Mitarbeitern zugänglich war, wurde Citizendium am 25. März 2007 für Leser geöffnet. Seitdem änderte Sanger mehrfach das Konzept seines Lexikons: Sollte Citizendium zunächst ein „top-down“-Modell sein, bei dem eine Hierarchie von Wissensexperten über die Wahrheit eines Eintrages entscheidet, stellte er im Dezember 2006 diese Vorgehensweise auf den Kopf. Bei Citizendium sollten nun „Leute, die akademisch oder wissenschaftlich in weniger etablierten Positionen tätig sind“, wie etwa „Lehrer, Uni-Assistenten, Journalisten“, Lexikon-Artikel erstellen, und zwar jetzt „in einem Modell von der Basis nach oben, statt von oben herab“.
Auch die anfängliche Absicht, den gesamten Inhalt der englischsprachigen Wikipedia auf die Server von Citizendium zu überspielen, gab Sanger wieder auf zugunsten des Anspruchs, Artikel autonom zu entwickeln. Finanziert wurde Sangers Projekt bis 2010 vom Tides Center, einer Stiftung, die soziale Projekte in den USA unterstützt, seitdem durch Einwerbung von Spenden.

### Infobitt News
Im November 2014 wurde das Projekt Infobitt News zur allgemeinen Registrierung freigegeben. Dort soll eine Community von Benutzern Nachrichten aller Art sammeln und kurz zusammenfassen. Die Benutzer können einzelne Beiträge durch die Vergabe von Stimmen unter die zehn wichtigsten Meldungen des Tages insgesamt oder zu einem bestimmten Thema wählen. Ziel des Projekts ist es, die allgemeine Berichterstattung überschaubarer zu machen und die relevanten Meldungen von eher unwichtigen zu trennen.
Am 8. Juli 2015 informierte Sanger die Community via Newsletter, dass Infobitt insolvent sei und das Projekt vor dem Aus steht.

## Schriften
- Epistemic Circularity: An Essay on the Problem of Meta-Justification. Ph.D.-Dissertation, 2000
- The Early History of Nupedia and Wikipedia: A Memoir, Part I.; Part II. In: Slashdot, 18. April 2005.
- Why Wikipedia Must Jettison Its Anti-Elitism. In:  Kuro5hin, 31. Dezember 2004.